# Anthony J. Mastalir
Anthony Joseph Mastalir (Green Bay, Wisconsin, nacido c. 1972
) es un general de brigada de la Fuerza Espacial de los Estados Unidos quién se ha servido como la comandante de las Fuerzas Espaciales de los Estados Unidos del Indopacífico desde 2022.

## Primeros años y educación
Nacido y criado en Green Bay, Wisconsin, Mastalir es hijo de Joseph Mastalir y Suzanne Russell.  En 1990, se graduó de Preble High School, donde fue uno de los mejores estudiantes.  
Mastalir se graduó de la Universidad Northwestern en 1994 con una licenciatura en ingeniería civil . Posteriormente obtuvo varias maestrías de la Universidad George Washington, la Escuela de Guerra Naval y la Universidad del Aire . También pasó un año como investigador de la Fuerza Aérea en la Corporación RAND . 

## Carrera militar

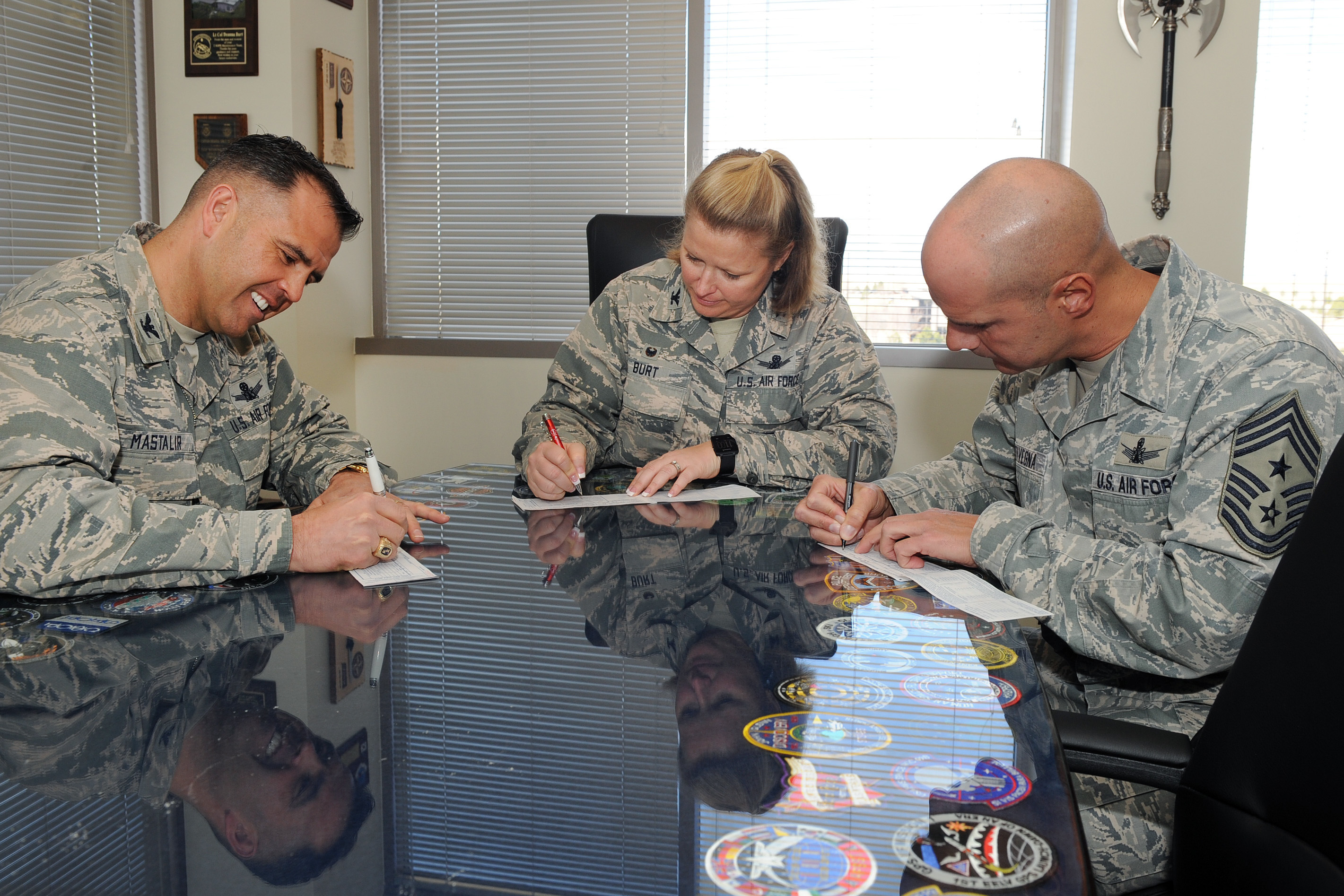
De izquierda a derecha: el coronel Mastalir, el entonces coronel DeAnna Burt y el CMSgt John F. Bentivegna completando la documentación de contribución para el Fondo de Asistencia de la Fuerza Aérea, 2016.

El 18 de junio de 1994, Mastalir ingresó a la Fuerza Aérea de los Estados Unidos cuando recibió su comisión como segundo teniente. Su asignatura primero fue un oficial de procesamiento académico a la Cuerpo de Entrenamiento de la Oficial de Reserva de la Fuerza Aérea destacamento en Chicago, Illinois. Luego realizó un entrenamiento universitario de dos meses sobre espacio y misiles en el 392º Escuadrón de Entrenamiento de Combate. En septiembre de 2005, fue reasignado al 5º Escuadrón de Operaciones Espaciales en la Estación Aérea Onizuka, California. Pasó cuatro años allí despempeñando diversos roles, includemente como oficial de procedimientos satelitales, director de vuelo e instructor de operaciones satelitales.

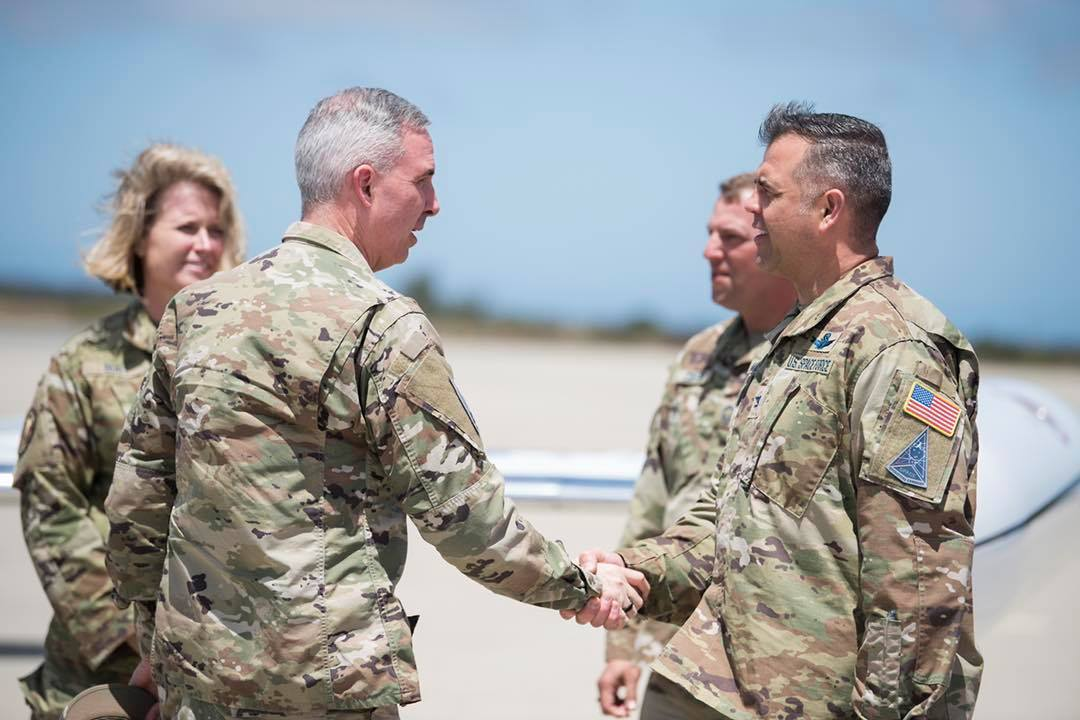
Mastalir (izquierda) habla con el teniente general Stephen Whiting (derecha), 2021.

De 2004 a 2006, Mastalir fue asignado a la Comando Espacial de la Fuerza Aérea, primero de la jefe de requisitos de control de espacio entonces de un redactor de discursos y ayudante de campo del general Lance W. Lord. Después de su gira por la AFSPC, pasó dos años estudiando en el Colegio de Comando y Estado Mayor Naval y en la Escuela de Estudios Avanzados del Aire y el Espasico antes de ascender a teniente coronel.
Después de ascender a teniente coronel, a Mastalir se le asignó su primero turno de mando, asumiendo el mando del 595º Escuadrón de Apoyo a las Operaciones en junio de 2008. Mientras ocupó ese positicion, también se desempeñó como jefe de integración en el Centro de Innovación y Desarrollo Espacial. Después de dos años de mando, fue reasignado al 595.º Grupo Espacial como comandante adjunto del grupo. Posteriormente trabajó como pasante de la Fuerza Aérea en la Corporación RAND durante un año.
Mastalir fue ascendido a coronel en julio de 2012 y fue asignado al Estado Mayor Conjunto como jefe de la división espacial y de misiles. En julio de 2014, asumió el cargo de subdirector adjunto de políticas y asociaciones globales. Después de su período de cuatro años en el Estado Mayor Conjunto, fue transferido a la Base de la Fuerza Aérea Schriever como vicecomandante del 50º Ala Espacial . En julio de 2017, fue reasignado como subdirector del Programa de Seguridad y Defensa Espacial. 

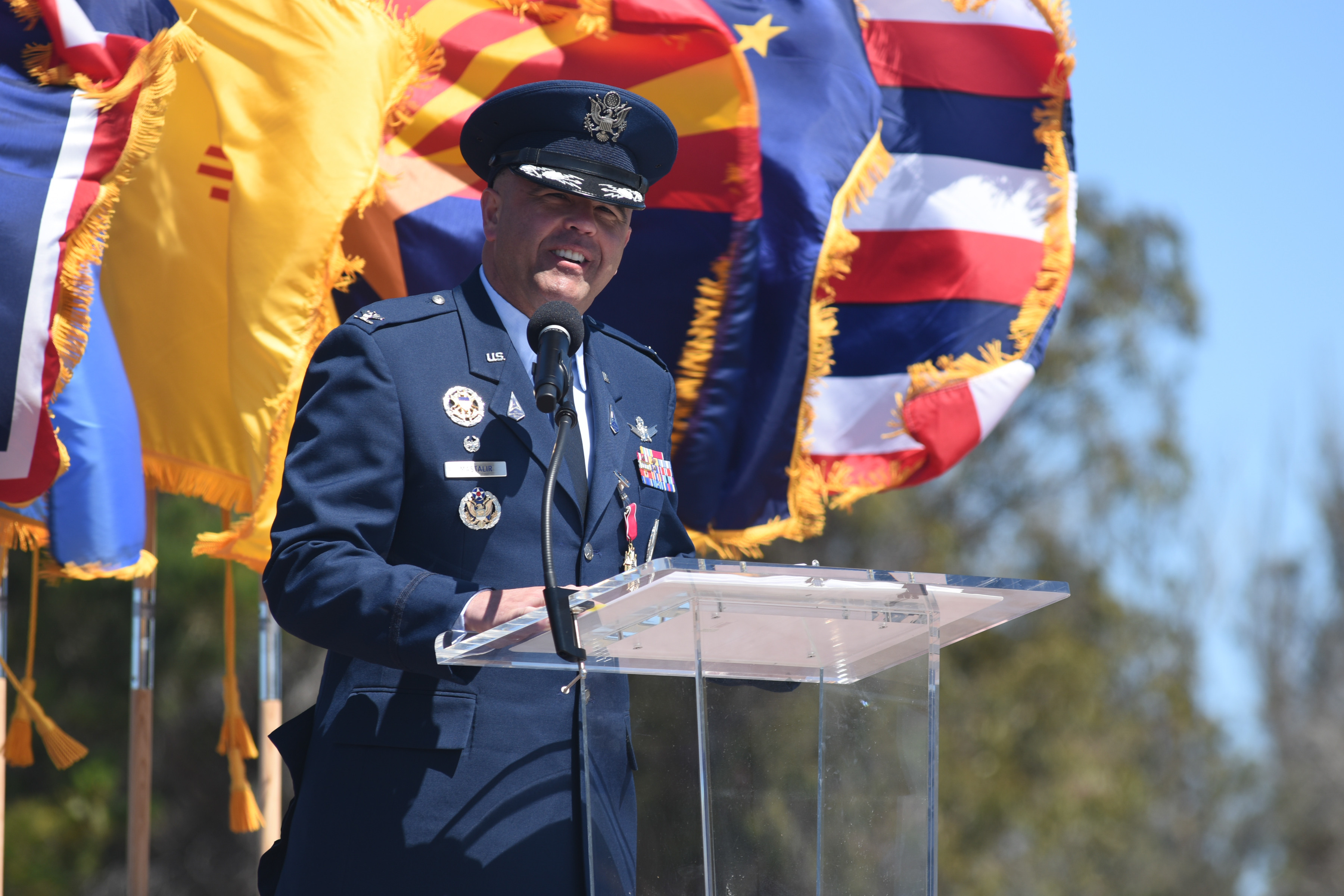
Mastalir, comandante saliente del Space Launch Delta 30, se dirige al SLD 30 durante una ceremonia de cambio de mando, 2021.

El 12 de junio de 2019, Mastalir tomó el mando del 30º Ala Espacial, a Base de la Fuerza Espacial Vandenberg. Se transfirió a la Fuerza Espacial el 14 de mayo de 2021, en la misma fecha en que la Ala Espacial 30 fue redesignada como Delta de Lanzamiento Espacial 30. En mayo de 2022, regresó a Vandenberg como asistente especial de los comandantes del Comando del Componente Espacial de la Fuerza Combinada, mayores generales DeAnna Burt y Douglas Schiess.
Mastalir jugó un papel activo en la creación de los comandos de campo del componente de la Fuerza Espacial. Después de renunciando al mando de la Space Launch Delta 30, fue reasignado como director de las fuerzas espaciales del Comando Central de las Fuerzas Aéreas de los Estados Unidos, trabajando para establecer la Central de las Fuerzas Espaciales de los Estados Unidos (USSPACEFORCENT) en Qatar. Se suponía que el USSPACEFORCENT sería el primer comando de componente de la Fuerza Espacial de un comando combatiente geográfico, pero se convirtió en la siguiente prioridad después del comando de componente de la Fuerza Espacial del Comando Indo-Pacífico de los Estados Unidos a medida que cambiaron las prioridades. El 22 de noviembre de 2022, asumió el mando del primer comando de campo del componente de la Fuerza Espacial, las Fuerzas Espaciales de los Estados Unidos del Indopacífico.
En abril de 2022, Mastalir fue nominado para el ascenso a general de brigada.  

## Premios y condecoraciones
Mastalir ha recibido los siguientes premios: 
|  | Insignia de Comando de Operaciones Espaciales                      |
|  | Insignia de operaciones básicas de misiles                         |
|  | Insignia de identificación de la Oficina del Estado Mayor Conjunto |
|  | Insignia del Estado Mayor del Aire                                 |

|  | Medalla del Servicio Superior de Defensa                                                                    |
|  | Legión al Mérito con dos de bronce hojas de roble                                                           |
|  | Medalla al Servicio Meritorio con tres racimos de hojas de roble de bronce                                  |
|  | Medalla de Reconocimiento de la Fuerza Aérea con tres racimos de hojas de roble de bronce                   |
|  | Medalla de Logro de la Fuerza Aérea                                                                         |
|  | Premio a la Unidad Meritoria Conjunta                                                                       |
|  | Premio a la Unidad Destacada de la Fuerza Aérea con dos racimos de hojas de roble de bronce                 |
|  | Premio a la Excelencia Organizacional de la Fuerza Aérea                                                    |
|  | Medalla de Servicio en la Defensa Nacional con un bronce estrella de servicio                               |
|  | Medalla al Servicio en la Guerra Global contra el Terrorismo                                                |
|  | Medalla de Servicio Humanitario con una estrella de bronce al servicio                                      |
|  | Medalla de campaña de efectos de combate remoto                                                             |
|  | Medalla al Servicio en Operaciones de Disuasión Nuclear                                                     |
|  | Premio al Servicio de Longevidad de la Fuerza Aérea con un grupo de hojas de roble de plata y uno de bronce |
|  | Cinta de entrenamiento de la Fuerza Aérea                                                                   |

## Vida personal
Mastalir está casado con Danielle Patrice Bailey de Atlanta, Georgia . La pareja tiene una hija y un hijo.  

## Fechas de promoción

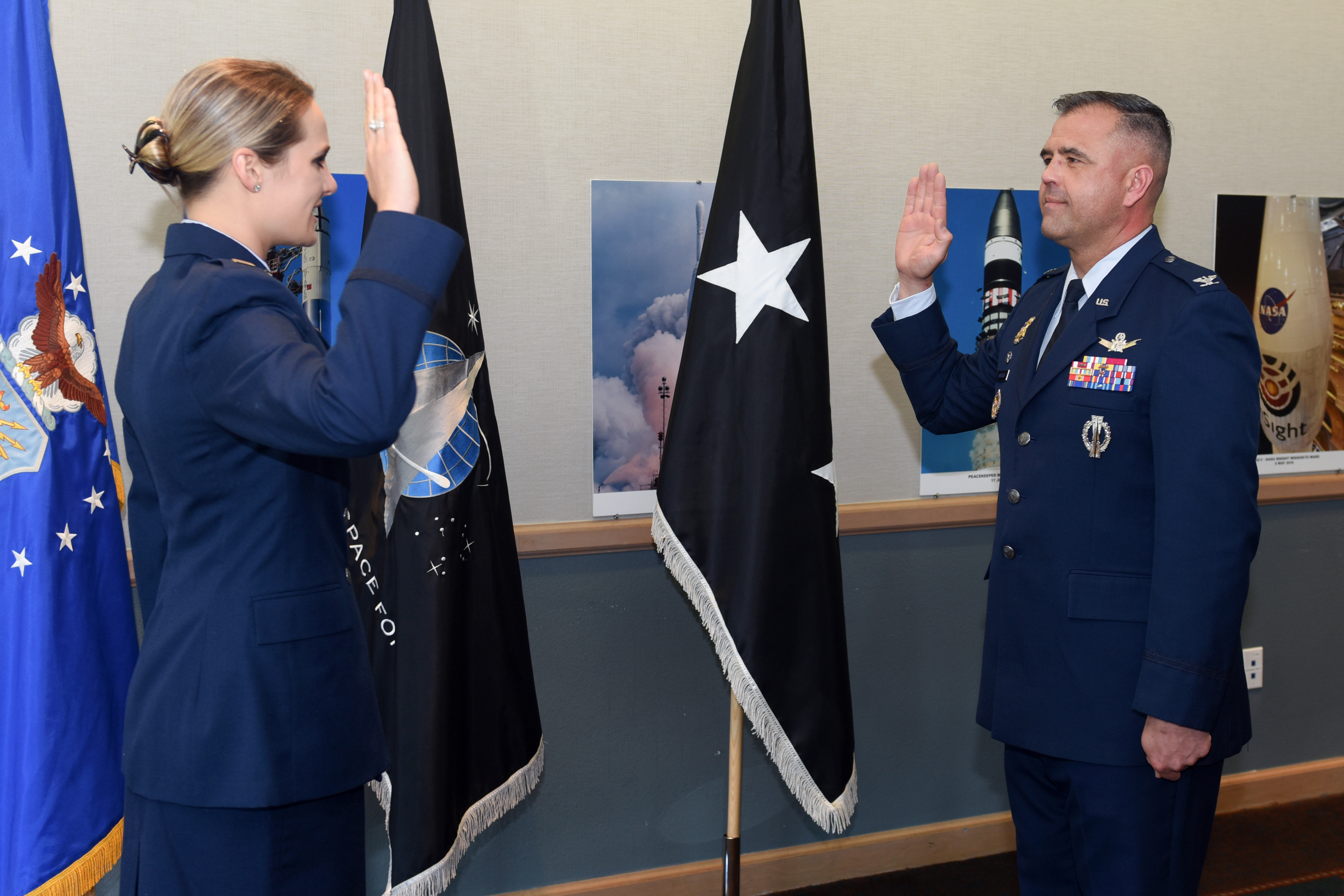
La segunda teniente Olivia Gilliagham (izquierda), uno de los primeros miembros de la Fuerza Espacial de EE. UU., juramentó a Mastalir (derecha) en la Fuerza Espacial durante una ceremonia de transferencia, el 14 de mayo de 2021.

| Rango              | Rama            | Fecha                     |
| ------------------ | --------------- | ------------------------- |
| Alférez            | Fuerzas aéreas  | 18 de junio de 1994       |
| Teniente primero   | Fuerzas aéreas  | 15 de julio de 1996       |
| Capitán            | Fuerzas aéreas  | 15 de julio de 1998       |
| Importante         | Fuerzas aéreas  | 1 de diciembre de 2004    |
| Teniente coronel   | Fuerzas aéreas  | 1 de junio de 2008        |
| Coronel            | Fuerzas aéreas  | 1 de julio de 2012        |
| Coronel            | Fuerza Espacial | ~30 de septiembre de 2020 |
| General de brigada | Fuerza Espacial | 1 de octubre de 2022      |

## Escritos
- Componentes del Servicio de la Fuerza Espacial: Únete a la lucha
- «The PRC Challenge to US Space Assets in Chinese Aerospace Power: Evolving Maritime Roles». Naval Institute Press. 2011.
- «The US Response to China's ASAT Test: An International Security Space Alliance for the Future». Drew Paper (8). Agosto 2009.